# ICBC
Промышленно-торговый банк Китая (сокр. ICBC, англ. Industrial and Commercial Bank of China) — крупнейший коммерческий банк Китая и мира. Входит в «Большую четвёрку» крупнейших банков Китая (наряду с Bank of China, Agricultural Bank of China и China Construction Bank).
Банк был основан в 1984 году, в 2005 году преобразован в акционерную компанию с ограниченной ответственностью. В конце октября 2006 банк провёл первичное размещение акций и привлёк рекордные 22 млрд долларов (крупнейшее IPO в мировой истории), разместив 48,4 млрд акций (18 % от общего числа, из них 12 % на Гонконгской бирже и 6 % — на Шанхайской).
На протяжении 10 лет банк возглавлял рейтинг крупнейших публичных компаний Global 2000, ежегодно публикуемый Forbes. В 2022 году ICBC опустился на вторую строчку рейтинга, а в 2023 году сместился на третье место. С 2013 года входит в число глобальных системно значимых банков.

## История
После третьей пленарной сессии 11 Центрального комитета Компартии КНР, состоявшейся в декабре 1978 года, в Китае началось реформирование финансовой системы. Было принято решение о разделении Народного банка Китая, который совмещал функции центрального банка страны с коммерческой деятельностью. Народный банк Китая сохранил полномочия центрального банка, а для кредитования развития промышленности и приёма депозитов 1 января 1984 года был создан Промышленно-торговый банк Китая (ICBC) и ему были переданы все региональные отделения Народного банка. Первые десять лет работы банка его основные показатели росли со скоростью около 20 % в год: депозиты выросли со 170 млрд юаней в 1984 году до 884 млрд юаней в 1993 году, кредиты — с 247 млрд юаней до 1,113 трлн юаней, к концу 1993 года эти показатели составляли около 40 % от всех депозитов и кредитов в КНР.
Во второе десятилетие существования ICBC происходила его реорганизация из специализированного государственного банка в коммерческий государственный банк. В основном это заключалось в снижении доли просроченных кредитов — большая их часть была в 1999—2000 годах передана China Huarong Asset Management Co., Ltd. В то же время началось расширение деятельности за рубеж образованием в Гонконге дочерних компаний ICBC (Asia) Co., Ltd и Industrial and Commercial East Asia Finance Holdings Ltd. и открытием в 1999 году отделения в Люксембурге, ставшее в 2011 году европейской региональной штаб-квартирой. На конец 2004 года активы ICBC составляли 18 % от активов всего банковского сектора КНР.
В октябре 2005 года ICBC был перерегистрирован как акционерное общество с ограниченной ответственностью Industrial and Commercial Bank of China Limited, через год акции банка были включены в листинги Шанхайской и Гонконгской фондовых бирж. Стратегическим инвестором банка была выбрана группа Goldman Sachs Investment Group, состоящая из Goldman Sachs Group, Allianz Group и American Express, вложившая в акции банка 3,78 млрд долларов.
В 2008 году ICBC стал вторым китайским банком (после 1991 года), открывшим отделение в Нью-Йорке. В 2011 году были открыты отделения в Испании и Пакистане. В 2014 году банк стал первым китайским банком, открывшим отделение в Кувейте. В 2015 году был куплен турецкий банк TekstilBank, на основе которого была образована дочерняя компания ICBC Turkey. В ноябре 2016 года банк получил лицензию на приём депозитов в России.
По итогам 2022 года чистая прибыль ICBC, причитающаяся акционерам, составила 360,48 млрд юаней (52,46 млрд долл. США), увеличившись на 3,5 % в годовом исчислении; операционные доходы банка уменьшились на 2,6 % в годовом исчислении. В 2022 году ICBC оказал финансовую поддержу реальному сектору экономики страны на сумму более 6,4 трлн юаней. По состоянию на конец 2022 года доля безнадежных кредитов банка составила 1,38 %, что на 0,04 п.п. меньше, чем в конце 2021 года.
В 2023 году чистая прибыль ICBC, относящаяся к акционерам, составила 365,12 млрд юаней (51,43 млрд долл. США), а выручка банка — 843,07 млрд юаней. По итогам 2023 года чистая прибыль ICBC выросла на 0,8 % в годовом выражении, а операционный доход упал на 3,7 %. К концу 2023 года доля безнадежных кредитов ICBC составила 1,36 %, что на 0,02 п.п. ниже, чем на конец 2022 года. Коэффициент резервного покрытия составил 213,97 %, что на 4,5 п.п. выше, чем на конец 2022 года. Остаток непогашенной задолженности по кредитам в юанях на конец 2023 года составил 24,4 трлн юаней, увеличившись на 2,9 трлн юаней по сравнению с началом года.

## Собственники и руководство
Контрольный пакет акций принадлежит правительству КНР через несколько государственных инвестиционных компаний. В целом у ICBC более 700 тысяч акционеров, крупнейшие из них:
- Central Huijin Investment Limited — 34,71 %;
- Министерство финансов КНР — 31,14 %;
- HKSCC Nominees Limited — 24,17 %;
- National Council for Social Security Fund — 3,46 %;
- China Securities Finance Co., Ltd. — 0,68 %;
- Hong Kong Securities Clearing Company Limited — 0,59 %;
- Central Huijin Asset Management Co., Ltd. — 0,28 %;
- Taiping Life Insurance Co., Ltd. — 0,19 %;
- China Life Insurance Company Limited — 0,14 %;
- Hexie Health Insurance Co., Ltd. — 0,1 %.

Президентом банка с июля 2020 года является Ляо Линь (Liao Lin, род. в 1966 году), с марта 2021 года он также занимает пост генерального директора (CEO), а с февраля 2024 года — председателя совета директоров; до этого (с 1989 года) работал в China Construction Bank, включая посты вице-президента и директора по финансовым рискам.

## Деятельность
ICBC контролирует пятую часть банковского сектора Китая. По состоянию на конец 2022 года у банка было около 16,5 тыс. отделений, в которых работало свыше 427 тыс. человек.
Основные подразделения ICBC:
- Корпоративный банкинг — банковские услуги более, чем 8,6 млн корпоративных клиентов, начиная от малого бизнеса и заканчивая крупными корпорациями и финансовыми институтами; четверть выданных кредитов связана с транспортом, хранением и почтовыми услугами, на промышленное производство пришлось 16 % кредитов, на лизинг и другие коммерческие услуги — 15 %; выручка в 2023 году составила 382 млрд юаней, операционная прибыль — 187 млрд юаней, активы — 17,2 трлн юаней.
- Частный банкинг — банковские услуги частным лицам, количество клиентов на конец 2020 года составляло 680 млн (из них 182 тысячи с активами более 6 млн юаней), банком было выпущено 1,227 млрд банковских карт, размер транзакций по ним составил 21,5 трлн юаней; услуги также включают управление активами (2,7 трлн юаней под управлением), депозитарные услуги (ценностей на 19,6 трлн юаней на хранении), пенсионное страхование (более 11 млн договоров ренты); выручка в 2023 году составила 318 млрд юаней, операционная прибыль — 150 млрд юаней, активы — 8,98 трлн юаней.
- Казначеские услуги — работа с ценными бумагами, обмен валют; выручка в 2023 году составила 101 млрд юаней, операционная прибыль — 77,2 млрд юаней, активы — 18,2 трлн юаней.

Основным регионом деятельности является Китайская Народная Республика, на неё приходится более 90 % выручки и активов банка (причём половина зарубежной деятельности приходится на специальные административные регионы КНР Гонконг и Макао). Помимо КНР банк осуществляет клиринговые операции в юанях в 7 странах: Сингапур, Люксембург, Катар, Таиланд, Канада, Аргентина и Россия. Зарубежная сеть банка включает 426 организаций в 49 странах, а также присутствует ещё в 20 африканских странах через партнёрство с южноафриканским Standard Bank.
В структуре активов на конец 2023 года из 44,7 трлн юаней 26,1 трлн пришлось на выданные кредиты (из них 62 % — корпоративные), 11,8 трлн — на инвестиции (из них 11,4 трлн — облигации), 4,0 трлн — на наличные и баланс в центральных банках. Размер депозитов составил 33,5 трлн юаней (48 % — корпоративные).
В структуре выручки из 806 млрд юаней в 2023 году чистый процентный доход составил 655 млрд юаней (процентный доход 1,405 трлн юаней, расход 750 млрд), 119 млрд юаней принесла плата за услуги и комиссионные.
|                           | 2003…  | 2008  | 2009  | 2010  | 2011  | 2012  | 2013  | 2014  | 2015  | 2016  | 2017  | 2018  | 2019  | 2020  | 2021  | 2022  | 2023  |
| ------------------------- | ------ | ----- | ----- | ----- | ----- | ----- | ----- | ----- | ----- | ----- | ----- | ----- | ----- | ----- | ----- | ----- | ----- |
| Выручка, млрд             | 107,5… | 310,2 | 309,4 | 380,7 | 470,6 | 529,7 | 578,9 | 634,9 | 668,7 | 641,7 | 675,7 | 725,1 | 776,0 | 800,1 | 860,9 | 841,4 | 806,5 |
| Чистая прибыль, млрд      | 2,473… | 110,8 | 129,4 | 166,0 | 208,4 | 238,7 | 263,0 | 276,3 | 277,7 | 279,1 | 287,5 | 298,7 | 313,4 | 317,7 | 350,2 | 361,0 | 365,1 |
| Активы, трлн              | 5,279… | 9,757 | 11,79 | 13,46 | 15,48 | 17,54 | 18,92 | 20,61 | 22,21 | 24,14 | 26,09 | 27,70 | 30,11 | 33,35 | 35,17 | 39,61 | 44,70 |
| Собственный капитал, млрд | 170,5… | 602,7 | 673,9 | 820,4 | 956,7 | 1125  | 1274  | 1531  | 1789  | 1970  | 2127  | 2330  | 2,676 | 2894  | 3258  | 3495  | 3757  |

По итогам 2021 года чистая прибыль ICBC составила 350,2 млрд юаней, увеличившись на 10,2 % в годовом исчислении; операционная выручка банка выросла на 7,6 % в годовом исчислении и составила 860,9 млрд юаней; объём юаневых кредитов, выданных ICBC в континентальной части Китая, достиг 2,12 трлн юаней (около 334 млрд долл. США), что на 243,3 млрд юаней больше, чем в 2020 году. По состоянию на конец 2021 года объём непогашенных кредитов, выданных ICBC промышленному сектору, превысил 2 трлн юаней, увеличившись на 319,7 млрд юаней по сравнению с предыдущим годом.
К концу 2022 года количество пользователей мобильного банка ICBC достигло 500 млн человек.

## Дочерние компании
Основные дочерние компании и совместные предприятия на конец 2020 года:
- ICBC (Asia) Ltd — Гонконг, банковские услуги, активы USD120 млрд, чистая прибыль USD713 млн;
- ICBC International Holdings Ltd — Гонконг, банковские услуги, активы USD7,95 млрд, чистая прибыль USD225 млн;
- ICBC (Macau) Ltd — Макао, банковские услуги, активы USD50,8 млрд, чистая прибыль USD298 млн;
- PT. Bank ICBC Indonesia — Индонезия, банковские услуги, 98,61 %, активы USD3,97 млрд, чистая прибыль USD8,51 млн;
- ICBC (Thai) plc — Таиланд, банковские услуги, 97,86 %, активы USD9 млрд, чистая прибыль USD79,6 млн;
- ICBC (Malaysia) Berhad — Малайзия, банковские услуги, активы USD1,02 млрд, чистая прибыль USD10,1 млн;
- ICBC (Almaty) Joint Stock Company — Казахстан, банковские услуги, 100 %, активы USD514 млн, чистая прибыль USD10,45 млн;
- ICBC (New Zealand) Ltd — Новая Зеландия, банковские услуги, 100 %, активы USD1,48 млрд, чистая прибыль USD9,05 млн;
- ICBC (London) plc — Великобритания, банковские услуги, 100 %, активы USD2,01 млрд, чистая прибыль USD10,6 млн;
- ICBC (Europe) S.A. — Люксембург, отделения в Париже, Амстердаме, Брюсселе, Милане, Мадриде и Варшаве, банковские услуги, 100 %, активы USD6,83 млрд, чистый убыток USD14,2 млн;
- Bank ICBC (Joint Stock Company) — Россия, банковские услуги, 100 %, активы USD1,07 млрд, чистая прибыль USD8,63 млн;
- ICBC (Austria) Bank gmbh — Австрия, банковские услуги, активы USD774 млн, чистый убыток USD3,3 млн;
- ICBC (USA) NA — США, банковские услуги, 100 %, активы USD2,9 млрд, чистый убыток USD51 млн;
- ICBC Financial Services LLC — США, операции с ценными бумагами в Европе и Америке, 100 %, активы USD23,1 млрд, чистая прибыль USD51,33 млн;
- ICBC (Canada) — Канада, банковские услуги, 80 %, активы USD1,94 млрд, чистая прибыль USD1,45 млн;
- ICBC (Argentina) S.A. — Аргентина, банковские услуги, 80 %, активы USD4,15 млрд, чистая прибыль USD112 млн;
- ICBC (Brasil) S.A. — Бразилия, банковские услуги, 100 %, активы USD270 млн, чистый убыток USD2,34 млн;
- ICBC Peru Bank — Перу, банковские услуги, 100 %, активы USD824 млн, чистая прибыль USD8,84 млн;
- ICBC Mexico S.A. — Мексика, банковские услуги, 100 %, активы USD201 млн;
- ICBC Turkey Bank Anonim ¸Sirketi — Турция, банковские услуги, 92,84 %, активы USD3,39 млрд, чистая прибыль USD13,21 млн;
- ICBC Standard Bank plc — Великобритания, операции на товарно-сырьевых биржах и финансовых рынках, 60 %, активы USD27,7 млрд, чистая прибыль USD117 млн;
- ICBC Credit Suisse Asset Management Co., Ltd. — КНР, управление активами, 80 % (20 % у Credit Suisse), активы под управлением RMB1,41 трлн (USD216 млрд), собственные активы RMB14,9 млрд, чистая прибыль RMB1,97 млрд;
- ICBC Financial Leasing Co., Ltd. — КНР, лизинг и другие финансовые услуги, 100 %, активы RMB281,4 млрд, чистая прибыль RMB3,5 млрд;
- ICBC-AXA Assurance Co., Ltd. — КНР, страхование, 60 % (40 % у AXA), активы RMB209,5 млрд, чистая прибыль RMB1,45 млрд;
- ICBC Financial Asset Investment Co., Ltd. — КНР, финансовые улуги, 100 %, активы RMB145,6 млрд, чистая прибыль RMB1,12 млрд;
- ICBC Wealth Management Co, Ltd — КНР, управление активами, активы RMB17,86 млрд, чистая прибыль RMB408 млн;
- Standard Bank Group Ltd. — ЮАР, банковские услуги и страхование, 20 % (крупнейший акционер крупнейшего банка в Африке), активы ZAR2,028 трлн, чистая прибыль ZAR26,235 млрд.

## ICBC в России
В 2007 году в Москве была зарегистрирована дочерняя структура ICBC со стопроцентным иностранным капиталом под наименованием «Торгово-промышленный банк Китая» (сокращённо — ТПБК). В 2015 году российская «дочка» была переименована в Ай-Си-Би-Си Банк.
В 2017 году рейтинговое агентство «Эксперт РА» присвоило «Ай-Си-Би-Си Банку» рейтинговую оценку ruAA со стабильным прогнозом; рейтинг ежегодно подтверждался, в 2023 году был повышен до ruAA+ и подтверждён на этом уровне в 2024 и в 2025 годах. Позже в 2025 году рейтинг был отозван.
В 2023 году рейтинговое агентство АКРА присвоило «Ай-Си-Би-Си Банку» рейтинговую оценку AAA(RU) со стабильным прогнозом, в 2024 году рейтинг был подтверждён.